# Ole Krabbe
 Der er flere personer med dette navn, se Oluf Krabbe (general).
Ole Krabbe (14. november 1656 på Damsgård – 17. juni 1728 på Bjerre) var en dansk godsejer.
Krabbe af adelsslægten Krabbe fra den lille hovedgård Damsgård i Vandfuld Herred, blev født på denne gård 14. november 1656. Faderen, Henrik Krabbe, mistede han i sine første barneår; kort efter solgtes stamgården, og moderen, Eva Unger, giftede sig med Gjord Galt til Viumgård. Som fattig ung adelsmand uden jordegods lå det Ole Krabbe nærmest at søge sit brød som officer, og fra 1679-83 tjente han som kornet og løjtnant ved 3. jyske nationale rytterregiment, men derefter afbrød han sin militære løbebane og nævnes 1688 som forpagter af Hagsholm under Frijsenborg. Han brød imidlertid også med den gamle adels traditioner, idet han 4. august 1686 ægtede en rig købmandsdatter fra Viborg, Margrethe Henriksdatter Svichtenberg. Herved fik han midler til at købe hovedgården Nandrup på Mors og synes nu at være kommet på sin rette hylde. 
Medens hans standsfæller og nærmeste frænder forarmedes og gik til grunde, øgede han efterhånden sine besiddelser med Skårupgård, Hastrup, Søvig og part i Hesselmed. De 2 sidste gårde solgte han dog atter, men derimod tilgiftede han sig efter sin første hustrus død hovedgården Bjerre, der havde tilhørt hans fætter Johan Rudolf Unger, som havde testamenteret gården til sin fæstemø Ide Sophie Gjedde (9. februar 1675 – 10. april 1756), hvem Ole Krabbe ægtede 5. november 1697. At Ole Krabbe i det hele havde sluttet sig til den nye tid, ses også af, at han, der 1695 havde fået ritmesters karakter, 1703 udnævntes til justitsråd og 1714 til etatsråd, ligesom han 1715-17 voterede i Højesteret og var "inspektionsherre" ved Hansted Hospital. Regeringen placerede Krabbe i en række undersøgende og dømmende kommissioner, og i årene sad han 1717–23 sammen med amtmand Jens Jørgensen Seerup i den betydningsfulde kommission vedrørende rytter- og relutionsgodset i Jylland, i hvilken han synes at have udført et fortjenstfuldt arbejde, omend måske til tider på en noget hårdhændet måde. Ved sin død, 17. juni 1728, omgivet af en talrig børneflok, så han en ny tid oprinde for sin tidligere fåtallige og i skyggen levende slægt. Hans tre sønner blev stamfædre til henholdsvis den ældre danske, den yngre danske og den norske linje af slægten.
Krabbe blev begravet i Thyregod Kirke, men senere flyttet til Aale Kirke. Et portrætmaleri i Hansted Klosters kirkesal forestiller efter traditionen Ole Krabbe.